# Веселодолинська сільська рада
Веселодоли́нська сільська́ ра́да — колишня адміністративно-територіальна одиниця та орган місцевого самоврядування в Тарутинському районі Одеської області. Адміністративний центр — село Весела Долина.

## Історія
Указом Президії Верховної Ради УРСР від 14.11.1945 перейменували село Клястниця Тарутинського району Ізмаїльської області на село Весела Долина і Клястницьку сільраду — на Веселодолинську.

## Загальні відомості
Веселодолинська сільська рада утворена в 1957 році.
- Територія ради: 63,77 км²
- Населення ради: 1 206 осіб (станом на 2001 рік)
- Територією ради протікає річка Чага

## Населені пункти
Сільській раді були підпорядковані населені пункти:
- с. Весела Долина

## Населення
Згідно з переписом УРСР 1989 року чисельність наявного населення сільської ради становила 1304 особи, з яких 616 чоловіків та 688 жінок.
За переписом населення України 2001 року в сільській раді мешкало 1198 осіб.

### Мова
Розподіл населення за рідною мовою за даними перепису 2001 року:
| Мова       | Відсоток |
| ---------- | -------- |
| російська  | 87,56 %  |
| українська | 6,38 %   |
| болгарська | 3,23 %   |
| молдовська | 2,57 %   |
| білоруська | 0,08 %   |
| польська   | 0,08 %   |

## Склад ради
Рада складалася з 16 депутатів та голови.
- Голова ради: Граматік Петро Іванович
- Секретар ради: Балабан Марія Василівна

### Керівний склад попередніх скликань
| Прізвище, ім'я, по батькові | Основні відомості                                                 | Дата обрання | Дата звільнення |
| --------------------------- | ----------------------------------------------------------------- | ------------ | --------------- |
| Граматік Петро Іванович     | Сільський голова, 1959 року народження, освіта вища, безпартійний | 26.03.2006   | 31.10.2010      |
| Граматік Петро Іванович     | Сільський голова, 1959 року народження, освіта вища, безпартійний | 31.10.2010   |                 |

Примітка: таблиця складена за даними сайту Верховної Ради України

### Депутати
За результатами місцевих виборів 2010 року депутатами ради стали:

#### За суб'єктами висування
| Суб'єкт висування | Кількість обраних депутатів | %    |
| ----------------- | --------------------------- | ---- |
| Партія регіонів   | 13                          | 81,3 |
| Самовисування     | 3                           | 18,8 |

#### За округами
| № округу        | Прізвище, ім'я, по батькові   | Дата визнання обраним | Освіта  | Партійна приналежність                  | Відомості про обраного депутата                       |
| --------------- | ----------------------------- | --------------------- | ------- | --------------------------------------- | ----------------------------------------------------- |
| Партія регіонів |                               |                       |         |                                         |                                                       |
| 1               | Гринько Григорій Павлович     | 01.11.2010            | вища    | позапартійний                           | ДГ «Комунар», головний агроном                        |
| 2               | Дойжа Світлана Вікторівна     | 01.11.2010            | вища    | позапартійна                            | Веселодолинська сільська рада, спеціаліст             |
| 3               | Стоянова Степанида Дем'янівна | 01.11.2010            | середня | позапартійна                            | пенсіонер                                             |
| 4               | Іоргачова Євдокія Олексіївна  | 01.11.2010            | середня | позапартійна                            | ДГ «Комунар», бухгалтер                               |
| 5               | Занемонець Наталя Іванівна    | 01.11.2010            | вища    | позапартійна                            | Тарутинське районне споживче товариство, продавець    |
| 7               | Балабан Марія Василівна       | 01.11.2010            | вища    | позапартійна                            | Веселодолинська сільська рада, секретар               |
| 8               | Барон Ганна Іванівна          | 01.11.2010            | вища    | позапартійна                            | КП «Вес. долина», директор КП                         |
| 9               | Балан Марія Федорівна         | 01.11.2010            | вища    | позапартійна                            | Веселодолинська сільська рада, головний бухгалтер     |
| 10              | Попов Едуард Костянтинович    | 01.11.2010            | вища    | позапартійний                           | Тарутинське відділення єлектозв'язку, електромонтер   |
| 11              | Гранчар Ганна Павлівна        | 01.11.2010            | середня | позапартійна                            | Веселодолинська сільська рада, землевпорядник         |
| 12              | Кривошей Ігор Станіславович   | 01.11.2010            | вища    | член Партії регіонів                    | Веселодолинський будинок культури, директор           |
| 13              | Топал Ганна Степанівна        | 01.11.2010            | вища    | позапартійна                            | Веселодолинський навчально-виховний комплекс, вчитель |
| 16              | Башли Савелій Дмитрович       | 01.11.2010            | середня | член Партії регіонів                    | фермерське господарство «Ягуар-5», директор           |
| Самовисування   |                               |                       |         |                                         |                                                       |
| 6               | Дойжа Наталя Олексіївна       | 01.11.2010            | середня | позапартійна                            | ДГ «Комунар», агроном                                 |
| 14              | Бритков Едуард Дмитрович      | 01.11.2010            | середня | позапартійний                           | ДГ «Комунар», завідувач гаражу                        |
| 15              | Фалькенштерн Тетяна Василівна | 01.11.2010            | середня | член Політичної партії «Сильна Україна» | ТОВ «Карпати», робітниця                              |